# Трихлоргерманат(II) цезия
Трихлоргермана́т(II) це́зия — неорганическое соединение, 
комплексная соль цезия, германия и соляной кислоты с формулой Cs[GeCl3],
бесцветные кристаллы.

## Получение
- Добавление в инертной атмосфере хлорида цезия к свежеприготовленному раствору хлорида германия(II):

{\displaystyle {\mathsf {GeCl_{2}+CsCl\ {\xrightarrow {}}\ Cs[GeCl_{3}]}}}

## Физические свойства
Трихлоргерманат(II) цезия образует бесцветные кристаллы, которые растворяются в смеси концентрированной соляной кислоты и абсолютного спирта.